# Jos Wilmots
Jos Wilmots (* 15. April 1933 in Sint-Truiden; † 7. Januar 2024 in Hasselt) war ein belgischer Germanist und Niederlandist.

## Werdegang
Nach dem Studium an der Universität Löwen, wo er Germanistik, insbesondere deutsche Philologie, studierte, war er von 1959 bis 1966 Lektor für Niederländisch an den Universitäten Göttingen, Bonn und Frankfurt. Im Jahre 1966 wurde er Dozent an der Wirtschaftshochschule Limburg, die wenige Jahre später Teil des Limburgischen Universitätszentrums und danach zur Universität Hasselt umbenannt wurde. Im Jahre 1999 wurde er emeritiert.
Neben seiner Arbeit als Germanist war er Begründer der Sommerschule für Niederländische Sprache und Kultur an der Universität Hasselt, die er über 30 Jahre leitete. Er trat als Autor von Büchern und Lehrmaterialien für den Spracherwerb des Niederländischen hervor.
Im Jahre 2003 wurde ihm das Ehrendoktorat der Palacký-Universität in Olomouc (Tschechien) verliehen.

## Schriften
in der Reihenfolge des Erscheinens
- mit anderen: Voor wie al wat Nederlands kent. Wetenschappelijk Onderwijs Limburg, Diepenbeek 1976.
- mit Jos de Rooij: Voor wie Nederland en Vlaanderen wil leren kennen. Wetenschappelijk Onderwijs Limburg, Diepenbeek 1978.
- Nederlands taal van twee buren. Wetenschappelijk Onderwijs Limburg, Diepenbeek 1985.
- Duitse taalkneepjes. Deutschlandfunk, Köln 1992.
- mit Reiner Arntz: Kontrastsprache Niederländisch. Ein neuer Weg zum Leseverständnis (= Hildesheimer Universitätsschriften, Bd. 10). Universitätsbibliothek, Hildesheim 2002.
- Taalknutselboek. Ruijs & Daal, Amsterdam 2005.